# Бербидж, Джефри
Джефри Рональд Бербидж (англ. Geoffrey Ronald Burbidge, 24 сентября 1925 — 26 января 2010) — англо-американский астроном, член Лондонского королевского общества (1968).

## Биография
Родился в Чиппинг-Нортоне (Англия), образование получил в Бристольском и Лондонском университетах. В 1950—1951 работал в Лондонском университете, в 1951—1952 — в Гарвардском университете (США), в 1953—1955 — в Кавендишской лаборатории Кембриджского университета, в 1955—1957 — в обсерваториях Маунт-Вильсон и Маунт-Паломар, в 1957—1962 — в Чикагском университете, в 1962—1978 — в Калифорнийском университете в Сан-Диего (с 1963 — профессор). С 1978 работал в Национальной обсерватории Китт-Пик (в 1978—1984 — директор). Редактор ежегодных обзоров Annual Review of Astronomy and Astrophysics (с 1974).
Работал вместе с супругой, Э. М. Бербидж. Основные труды супругов Бербидж относятся к ядерной астрофизике, теории внутреннего строения и эволюции звёзд, физике галактик и квазаров. Вместе с У. А. Фаулером и Ф. Хойлом выполнили (1955—1957) основополагающие исследования образования тяжелых элементов при ядерных реакциях в недрах звёзд. В большом цикле работ, посвященном галактикам, изучили их химический и звёздный состав, вращение, впервые определили массы многих галактик, исследовали необычные галактики, в которых происходят взрывные процессы. В 1960-х годах одними из первых начали изучение квазаров, получили спектры многих квазаров и измерили красное смещение спектральных линий в них. Ряд работ относится к теории излучения радиогалактик, квазаров, пульсаров.

## Награды и признание
- 1959 — Премия Хелены Уорнер Американского астрономического общества (совместно с Э. М. Бербидж)
- 1985 — Лекция Карла Янского
- 1999 — Медаль Кэтрин Брюс
- 2005 — Золотая медаль Королевского астрономического общества

В его честь назван астероид № 11753.